# Marcus Diniz

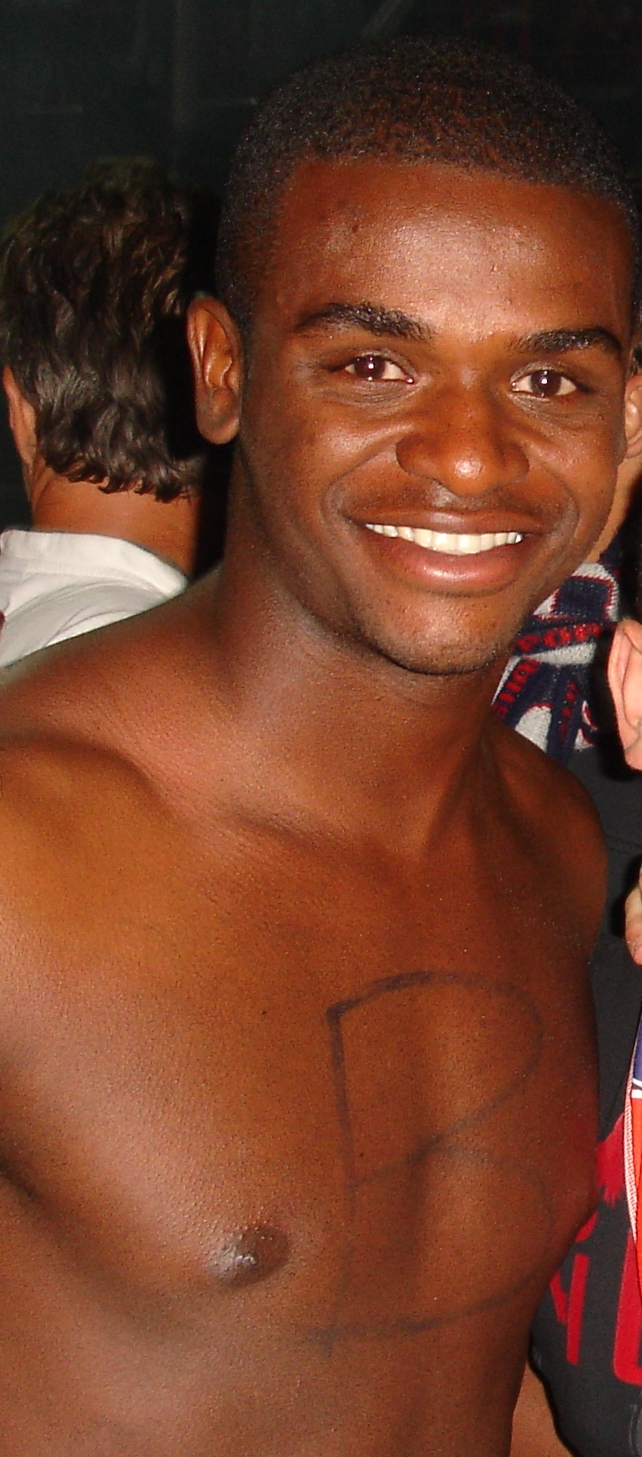
Marcus Diniz, 2009

Marcus Plínio Diniz Paixão (* 1. August 1987 in Vitória) ist ein brasilianischer Fußballspieler auf der Position des Verteidigers, der beim Serie-A-Klub AC Mailand unter Vertrag steht.

## Karriere
In der Jugend spielte er in seiner Heimat bei Caxias ES, CR Vasco da Gama und EC Vitória. Im Juli 2005 wechselte er zum AC Mailand in die Jugendmannschaft, wo er zwei Jahre spielte. Im Juli 2007 schaffte er in den Sprung in den Profikader. Anschließend wurde er an die italienischen Klubs AC Monza Brianza, AS Livorno, FC Crotone und nochmals AS Livorno verliehen. Im Juli 2010 wurde er an den FC Parma ausgeliehen, wo er seinen Vertrag nach einem Monat wieder auflöste. Anschließend wurde er nach Belgien an die KAS Eupen ausgeliehen.
Für Aufsehen sorgte er, als er am 18. September 2010 in einem Spiel seinen Vereins KAS Eupen gegen Germinal Beerschot in der Schlussminute dem Schiedsrichter in einer Rangelei einen leichten Tritt verpasste. Er wurde vom belgischen Fußballverband für sieben Spiele gesperrt.